# Förslag till hymnarium för Svenska kyrkan. I
Förslag till hymnarium för Svenska kyrkan. I är en notbok utgiven av Uddo Lechard Ullman och John Morén år 1914. Den innehåller hymnarium för olika tider under kyrkoåret.